# Костёл Святого Иоанна Крестителя (Волма)
Костёл Святого Иоанна Крестителя — католический храм в агрогородке Волма, Дзержинского района, Минской области.

## История
Приход существует с 1474 года. Предшествующий деревянный костёл в стиле барокко был возведён в 1667 году, а в 1751 году перестроен. После подавления польского восстания 1863—1864 годов костёл был превращен в православный храм, действовавший до 1910 года. После Великой Отечественной войны храм был разграблен, башни снесены, а здание преобразовано сначала в школьный спортивный зал, а в потом в зернохранилище. В 1962 году старый костёл был разобран до основания.
Новый кирпичный костёл был построен в 2003 году и освящён в 2004 году.

25 ноября 2018 г. в результате пожара сгорел приходской дом настоятеля.

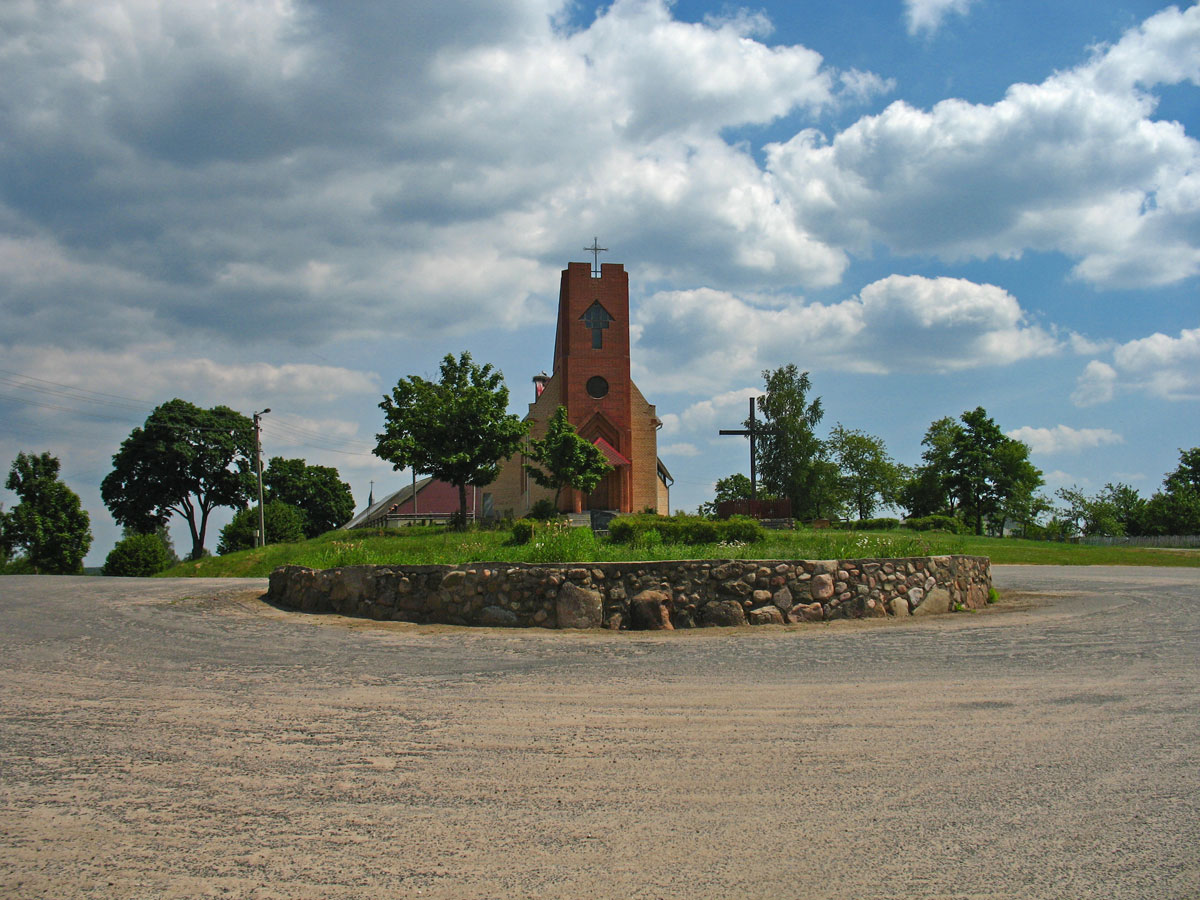
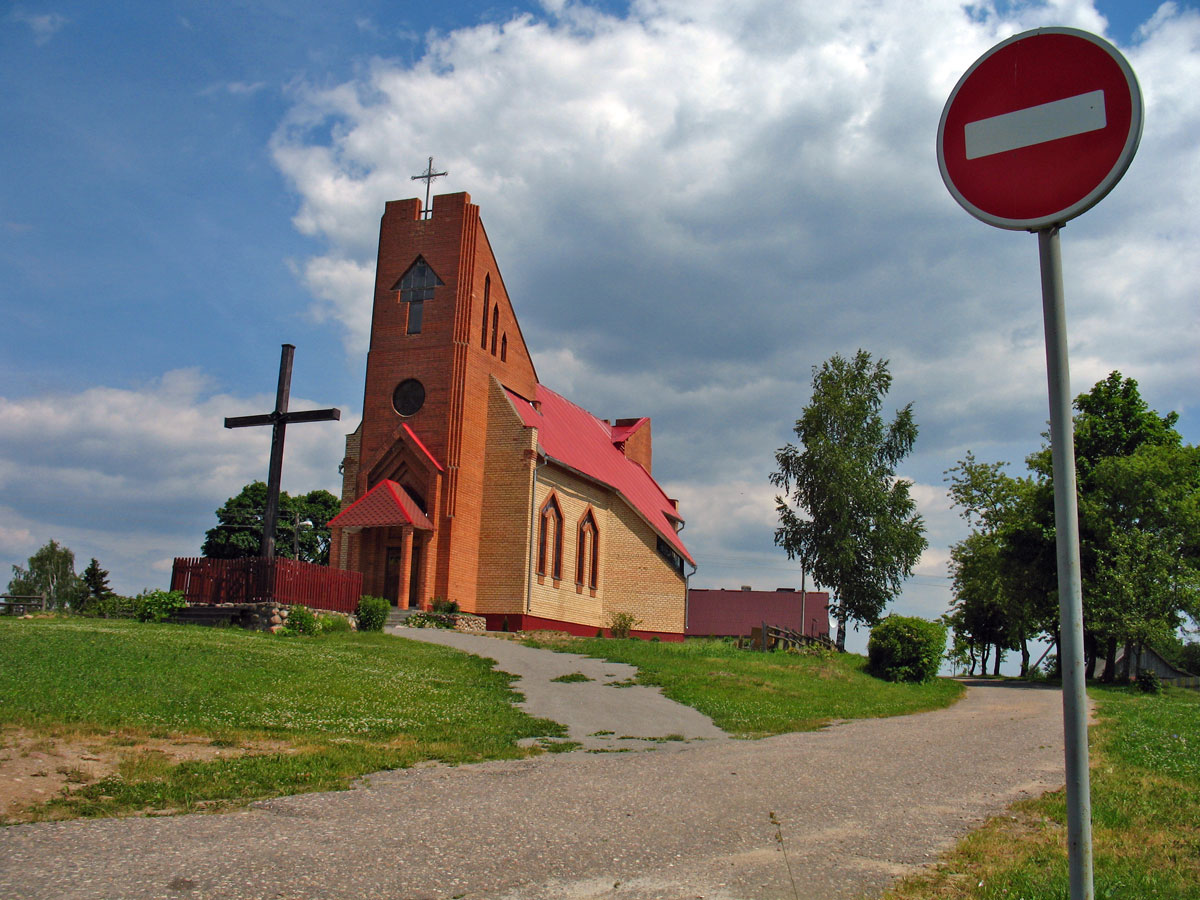
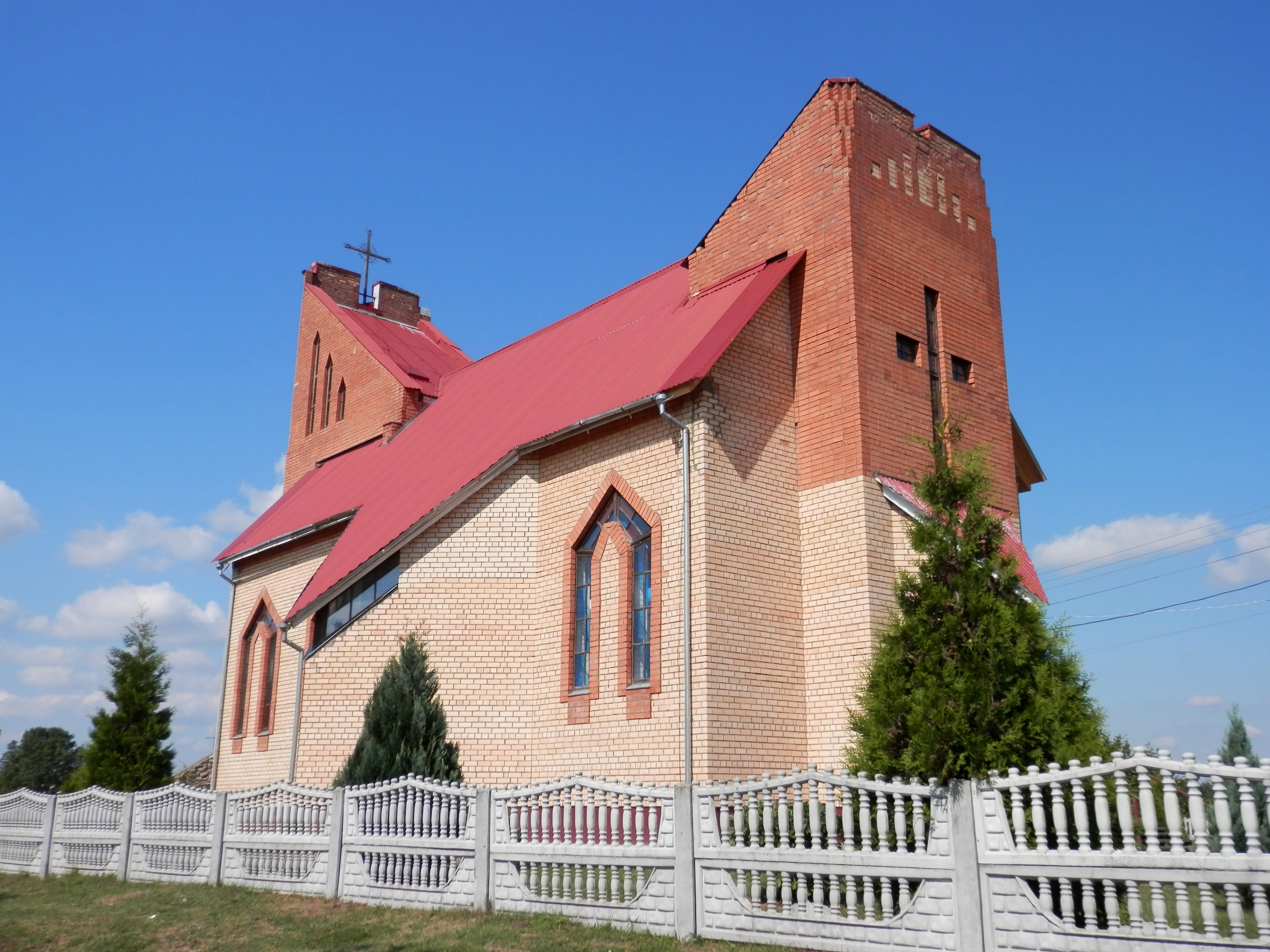
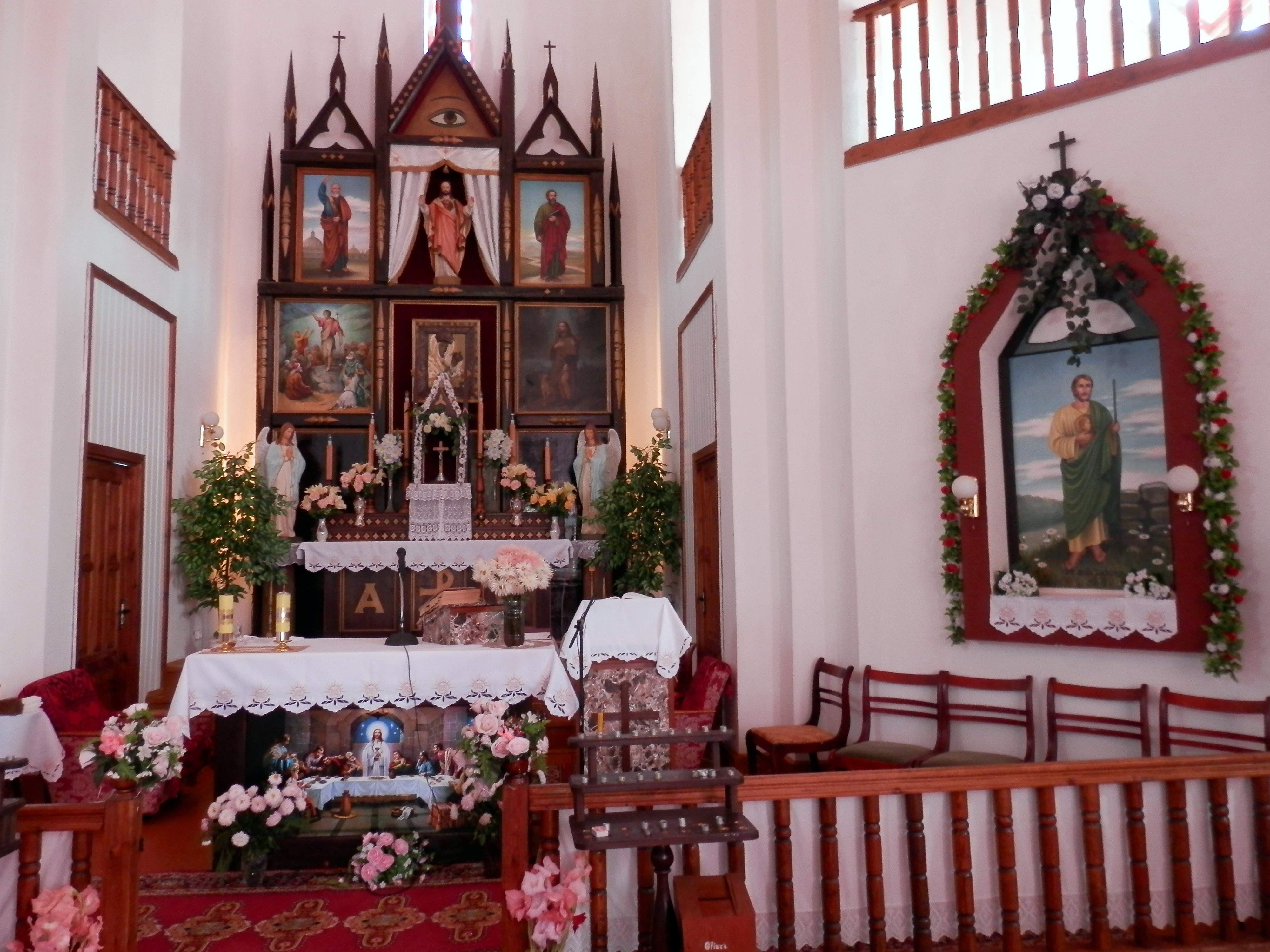